# 아리스에 마유코
아리스에 마유코(일본어: 有末 麻祐子, 1992년 1월 25일 ~ )은 일본의 배우이다.

## 출연 작품

### 드라마
- 가면라이더 오즈